# باتريك سكوت (رسام)
باتريك سكوت (بالإنجليزية: Patrick Scott)‏ هو مهندس معماري ورسام أيرلندي، ولد في 24 يناير 1921 في Kilbrittain ‏ في جمهورية أيرلندا، وتوفي في 14 فبراير 2014 في Ballsbridge ‏ في جمهورية أيرلندا.